# Halvtolv
Halvtolv er en vej på Arsenaløen på Holmen, der har sin oprindelse i 1800-tallet, hvor Flåden opførte flere transportskure. De skulle egentlig have haft numrene 10, 11 og 12, men blev i stedet bygget som to skure, hvilket gav anledning til navnet "Halv tolv". Vejen udspringer fra Danneskiold-Samsøes Allé.

## Anekdoter om navnets oprindelse
Flere fortællinger knytter sig til vejens navn. Ifølge én anekdote mødte Holmens arbejdsmænd først kl. 11:30, præcis når frokostpausen begyndte. En anden historie siger, at de ansatte havde lang vej til marketenderiet, og derfor fik lov til at gå til frokost en halv time før alle andre – altså klokken halv tolv.

## Fra bådskure til moderne boliger
I dag er næsten alle de oprindelige skure væk og er omkring år 2000 blevet erstattet af nye boliger. Kun to af de gamle skure er bevaret og bruges nu til lystbåde samt fælleslokaler for vejens beboere.